# Starówka (transporter opancerzony)

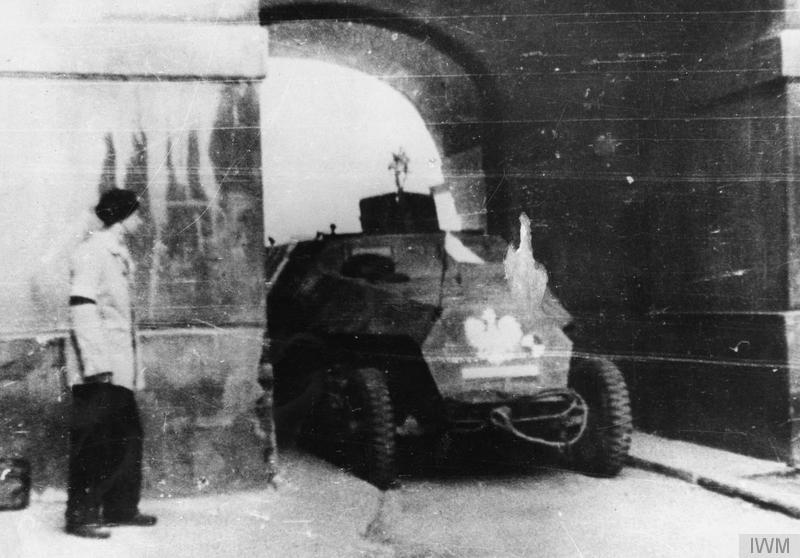
Pojazd Starówka w czasie powstania

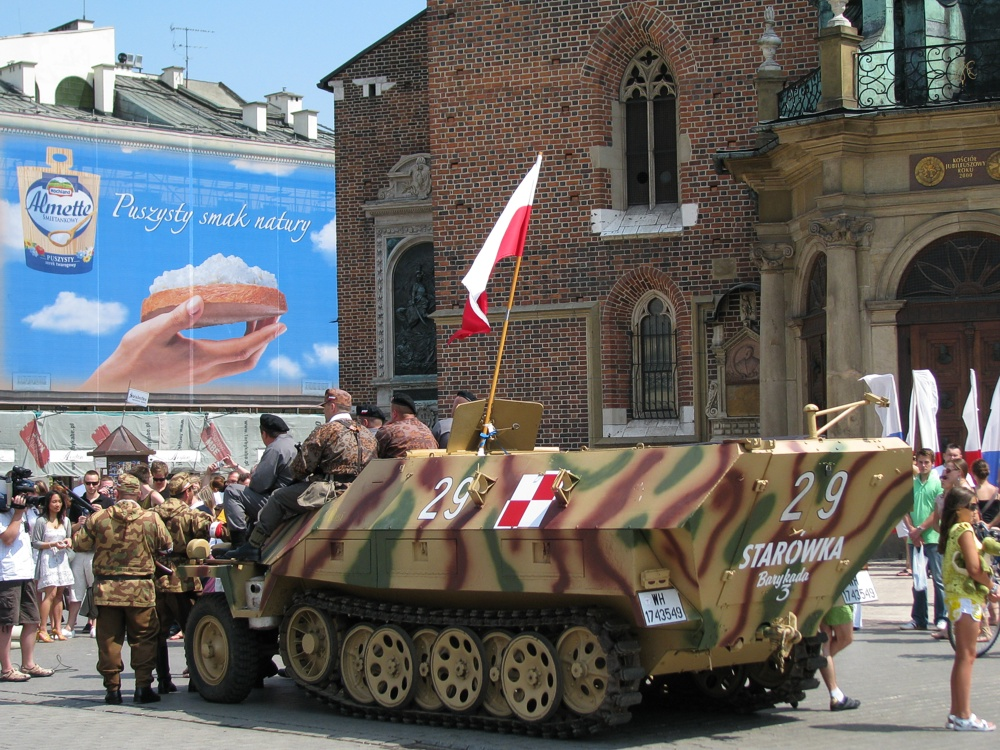
Replika pojazdu Starówka

Starówka – transporter opancerzony typu Sd.Kfz.251 Ausf D zdobyty i używany przez powstańców warszawskich.

## Historia
Pojazd został zdobyty 7 sierpnia 1944 roku przez żołnierzy batalionu „Bończa”. Nie był używany bojowo ale służył do transportu powstańców i zaopatrzenia.